# Ваюонис
Ваюонис (лит. Vajuonis) — озеро в восточной части Литвы, расположенное на территории Швенчёнского района.
Находится в Аукштайтском национальном парке в 20 километрах к северу от Швенчениса. Лежит на высоте 144 метра. Длина озера 3,67 км, ширина до 1,41 км. Площадь озера составляет 2,312 км². Средняя глубина 8,1 м максимальная — 20. Длина береговой линии 10,35 км. В озеро впадают реки Раудонупис и Туола. Из юго-западной части Ваюониса вытекает река Ваюонеле, впадающая в Креутонас, которую иногда ошибочно считают верхнем течением Креутоны. Площадь бассейна озера составляет 38,2 км². По западному побережью озера проходит дорога 4407 Швенчёнис — Рекучяй — Решкутенай. 